# Marijana Pažin-Ivešić
Marijana Pažin-Ivešić (Mostar, 17. kolovoza 1981.), hrvatska slikarica i restauratorica iz Bosne i Hercegovine. Istaknuta po sakralnom slikarstvu.

## Životopis
Rođena u Mostaru. Diplomirala na ALU Sveučilišta u Mostaru slikarstvo, u klasi prof. Ante Kajinić 2005.godine. Na istoj Akademiji završila poslijediplomski studij ARS SACRA 2007. godine. Izlagala je na 14 samostalnih i oko 70 skupnih izložbi u zemlji i inozemstvu.
U zemlji i inozemstvu izradila djela. Njene secco freske, oltarne slike, Križni putevi u Mostaru, Slipčićima kod Čitluka, Orašju kod Tuzle, sv. Leopolda Mandića u Maglaju, Konjicu, Čelebićima. Predstavljala je BiH na Bijenalu mladih 2010. godine. Autorica idejnog rješenje za dvije poštanske markice HP Mostar na temu flora i fauna.

## Vanjske poveznice
- Flickr - Atelje Ivešić Slike i sakralne slike Marijane Pažin-Ivešić